# Contribuție
Contribuția (de multe ori exprimat la plural: contribuții) este un tribut ce trebuie plătit de către contribuabil sau de către beneficiarul vreunei utilități economice, a cărei justificare este obținerea de către subiectul pasiv (cetățeanul receptor) a unui beneficiu sau a unei creșteri în valoare la ale lor juridice bunuri, ca o consecință a realizării lucrărilor publice sau a stabilizării sau extinderii de servicii publice. Se plătește pentru îmbunătățiri realizate, deși nu în mod neapărat trebuie să existe proporționalitate între ceea ce se plătește și beneficiile primite.
Contribuțiile pot fi stabilite la nivel statal, regional sau local, dar, sunt acestea din urmă cele în care se ajunge la cea mai pronunțată expresivitate și semnificativitate, pentru că este mai ușor de semnalizat o cotă globală care să poată să fie împărțită între populația vreunui anumit sector municipal decât este de semnalizat în sectoarele superioare, deoarece lucrările și serviciile municipale, au o palpabilitate mult mai apropiată de cetățeni și dezvăluie beneficiul sau creșterea într-un mai special, cu scopul de a se converti într-un punct de referință pentru impozitare și pentru plata taxelor pentru sarcinile stabilite Statului..
Contribuția este o obligație juridică izvorâtă din Dreptul Public, obligație destinată sprijinirii costurilor publice, de formă proporțională și echitabilă.
În conformitate cu art. 31 dintr-a lor constituție, mexicanii sunt obligați să contribuie la susținerea cheltuielilor publice într-o manieră proporțională și echitabilă prevăzută de lege; această proporționalitate și echitate fiind interpretată în mai multe rânduri de către Curtea Supremă de Justiție a Națiunii (este exemplificat aici Mexicul), ca sinonim al sintagmei ”capacitate contributivă”.
Putem aprecia în Constituția mexicană următoarele principii aplicabile contribuțiilor:
1. Principiul de legalitate.
2. Principiul de egalitate.
3. Principiul de generalitate

## Contribuția teritorială
Pot să aibă luarea în considerare a impozitelor directe, în special a impozitului pe proprietate, a impozitului pe teren sau a impozitului pe bunuri imobile, de natură rustică sau urbană.
Acest impozit este stabilit de către Stat, printr-o lege, și corespunde unui procent de evaluare fiscală a proprietății sau a bunurilor imobiliare.

## Contribuție socială
De asemenea, sunt denumite drept contribuții, contribuțiile sociale sau contribuțiile pentru îmbunătățiri, care sunt adesea denumite, de asemenea, contribuții sociale (procentaj din salarii , care se impune a fi plătit de către angajatori și de către lucrători pentru a se finanța, Securizarea Socială, asigurarea de șomaj, pensia, accidentele de muncă, invaliditatea, asigurarea de sănătate sau orice alt tip de contingență).